# Comuna Tønder
Tønder (Tønder Kommune) este o comună din regiunea Syddanmark, Danemarca, cu o suprafață totală de 1184,59 km².